# 有地亨
有地 亨（ありち とおる、1928年（昭和3年）8月9日 - 2006年（平成18年）7月22日）は、日本の法学者。専門は家族法。学位は、法学博士（九州大学・論文博士・1962年）。九州大学名誉教授、聖心女子大学名誉教授。弁護士。鳥取県鳥取市出身。

## 略歴
- 第六高等学校（現・岡山大学）文科丙類を経て、
- 1953年（昭和28年） 九州大学法学部卒業、同大学院特別研究生。
- 1957年（昭和32年） 九州大学助教授。
- 1962年（昭和37年） 法学博士（九州大学、学位論文「フランス家族制度序説――法社会学的視角からの一考察」）
- 1967年（昭和42年） 九州大学教授。
- 1984年（昭和59年） 九州大学法学部長。

## 学会・社会的活動
日本法社会学会理事、比較家族史学会副会長、日本家族（法と社会）学会理事、福岡家庭裁判所家事調停委員、同参与員、九州地方鉱業協議会委員、RKB番組審議会委員長、福岡国税局土地評価審議会委員、九州大学出版会常任理事等を歴任。

## 著書

### 単著
- 『家族制度研究序説――フランスの家族観念と史的展開』（法律文化社〈学術選書〉、1966年）
- 『婦人の地位と現代社会』（法律文化社、1971年）
- 『近代日本の家族観 明治篇』（弘文堂、1977年）
- 『フランスの親子・日本の親子』（日本放送出版協会〈NHKブックス〉、1981年）
- 『家族法の判決・審判案内』（弘文堂、1982年）
- 『日本の親子二百年』（新潮社〈新潮選書〉、1986年）
- 『離婚！？――する幸せ・できない不幸せ』（有斐閣〈有斐閣選書〉、1987年）
- 『家族法概論』（法律文化社、1990年／改訂版、1994年／新版、2003年／新版補訂版、2005年）
- 『家族は変わったか』（有斐閣〈有斐閣選書〉、1993年）
- 『新家族法の判決・審判案内』（弘文堂、1995年）
- 『日本人のしつけ――家庭教育と学校教育の変遷と交錯』（法律文化社、2000年）

### 編著
- 『家族関係学講義』（弘文堂、1978年／新版補正版、1995年）
- 『現代家族の機能障害とその対策――少年非行・離婚・老人問題の実態調査と分析』（ミネルヴァ書房、1989年）
- 『現代家族法の諸問題』（弘文堂、1990年）

### 共著
- （植木とみ子）『日本の家族――身の上相談に見る夫婦、百年の変遷』（海鳥社、2008年）

### 共編著
- （老川寛）『離婚の比較社会史』（三省堂、1992年）

## 論文
- 有地亨「青山道夫教授著「民族法学序説」」『法政研究』第23巻第2号、九州大学法政学会、1956年3月、87-92頁、doi:10.15017/1315、ISSN 0387-2882、CRID 1390290699731695744。
- 有地亨「フランスにおける代襲相続権についての一考察(一)」『法政研究』第24巻第2号、九州大学法政学会、1957年10月、29-60頁、doi:10.15017/1317、ISSN 0387-2882、CRID 1390853649685057536。
- 有地亨「フランスにおける代襲相続権についての一考察(二)」『法政研究』第24巻第4号、九州大学法政学会、1958年3月、59-102頁、doi:10.15017/1329、ISSN 0387-2882、CRID 1390290699731641088。
- 有地亨「クロス・カズン婚(cross-cousin marriage)の意義 : レヴィ・ストロースの親族構造論を中心にして」『法政研究』第25巻第2/4号、九州大学法政学会、1959年3月、167-188頁、doi:10.15017/1346、ISSN 0387-2882、CRID 1390290699731550976。
- 有地亨「夫婦間の義務の reciprocity」『私法』第1960巻第22号、Japan Association of private law、1960年、102-116頁、doi:10.11324/shiho1949.1960.102、ISSN 03873315、CRID 1390282680389642368。
- 青山道夫, 有地亨「ポーランド家族法の素描」『法政研究』第27巻第2/4号、九州大学法政学会、1961年3月、1-26頁、doi:10.15017/1386、ISSN 0387-2882、CRID 1390853649685122176。
- 有地亨, 依田精一「本人が無権代理人を相続した場合における無権代理行為の効力」『法政研究』第29巻第4号、九州大学法政学会、1963年4月、107-119頁、doi:10.15017/1456、ISSN 0387-2882、CRID 1390009224754937088。
- 有地亨「未開社会における家族発展の過程」『法政研究』第30巻第1号、九州大学法政学会、1963年7月、1-39頁、doi:10.15017/1457、ISSN 0387-2882、CRID 1390572174708281984。
- 有地亨「夫婦財産制に関する一考察」『法政研究』第32巻2/6下、九州大学法政学会、1966年3月、569-610頁、doi:10.15017/1520、ISSN 0387-2882、CRID 1390009224754851840。
- 有地亨「婚姻費用分担の請求-1-」『判例時報』第438号、判例時報社、1966年4月、155-159頁、ISSN 04385888、CRID 1523951030757051136。
- 有地亨「婚姻費用分担の請求-2(完)-」『判例時報』第441号、判例時報社、1966年5月、99-101頁、ISSN 04385888、CRID 1520291855360506240。
- 有地亨「民法(昭和37年法律第40号による改正前のもの)第939条施行当時における相続放棄者の相続分の帰属」『民商法雑誌』第57巻第6号、有斐閣、1968年3月、107-117頁、ISSN 13425056、CRID 1520573330367181184。
- 有地亨「第三者による遺産の管理(一) : 相続における清算的要素の導入の契機としての遺言執行者の権限の検討」『法政研究』第35巻第4号、九州大学、1969年2月、425-474頁、ISSN 03872882、CRID 1573387452083185280。
- 有地亨「男に妻のあることを知りながら情交関係を結んだ女性の慰謝料請求権」『ジュリスト』第456号、有斐閣、1970年7月、57-59頁、ISSN 04480791、CRID 1520854805358160768。
- 有地享「旧民法の編簒過程にあらわれた諸草案 : 旧民法とフランス民法との比較検討の準備作業として」『法政研究』第39巻第2/4号、九州大学法政学会、1973年6月、127-158頁、doi:10.15017/1650、hdl:2324/1650、ISSN 03872882、CRID 1390572174708442752。
- 有地亨「親権と教育権」『季刊教育法』第13号、エイデル研究所、1974年9月、14-25頁、ISSN 09131094、CRID 1520854805127117952。
- 有地亨「現行夫婦財産制の課題」『法律のひろば』第28巻第10号、ぎょうせい、1975年10月、4-12頁、ISSN 09169806、CRID 1520854805813810560。
- 有地亨「フランスにおける親子法の近時の展開」『ジュリスト』第604号、有斐閣、1976年1月、106-115頁、ISSN 04480791、CRID 1521699230442813568。
- 有地亨「主婦の社会的・法的地位」『法社会学』第1977巻第29号、日本法社会学会、1977年、1-13頁、doi:10.11387/jsl1951.1977.1、ISSN 04376161、CRID 1390001205303874432。
- 有地亨「婚姻費用分担額の算定基準について」『ケース研究』第211号、日本調停協会連合会、1987年、5-12頁、ISSN 02874296、CRID 1520010380758546304。
- 有地亨「揺らぐ家族と家族関係諸法」『家族社会学研究』第1巻第1号、日本家族社会学会、1989年、54-66頁、doi:10.4234/jjoffamilysociology.1.54、ISSN 0916-328X、CRID 1390282680291541248。
- 「有地亨教授著書および論文目録」『法政研究』第55巻2～4、九州大学法政学会、1989年3月、巻末p13-31、ISSN 03872882、CRID 1520290884562092416。

## 判例評釈
- 「本人が無権代理人を相続した場合における無権代理行為の効力（最高裁昭和三五年(オ)第三号、同三七年四月二〇日第二小法延判決最高民集一六巻四号九五五頁）」（依田精一と共著）『法政研究』第29巻第4号（1963年）

## 書評
- 「青山道夫教授著『民族法学序説』」『法政研究』第23巻第2号（1956年）